# Ferenc Széchényi
Ferenc Széchényi (n. 28 aprilie 1754, Széplak, Districtul Sopron, Comitatul Sopron, Ungaria – d. 13 decembrie 1820, Viena, Imperiul Austriac) a fost un conte maghiar.

## Biblioteca Națională Széchényi
Biblioteca a fost fondată în 1802 de către aristocratul patriot maghiar contele Ferenc Széchényi. Széchényi a călătorit prin lume cumpărând cărți în limba maghiară, pe care le-a adunat și le-a donat națiunii maghiare. În anul următor, biblioteca publică a fost deschisă la Pesta. Exemplul lui Széchényi a determinat o mișcare la nivel național de donații de carte pentru bibliotecă.
În 1808, Adunarea Națională a Ungariei („Dieta”) a creat Muzeul National al Ungariei pentru a adăposti colecția de materiale istorice, arheologice și naturale din Ungaria. Muzeul a fuzionat cu Biblioteca și în cei 200 de ani de când există a fost depozitarul național de materiale scrise și tipărite din istoria Ungariei.
În 1846 Muzeul Național al Ungariei s-a mutat în noua sa clădire, dar abia în 1949 Biblioteca a devenit din nou o instituție separată, cu numele actual. În 1985 biblioteca s-a mutat în noul său sediu din Castelul Buda. NSZL are un catalog indexat semantic.

## Vezi și
- Academia Tereziană
- Muzeul Național al Ungariei
- Știința și tehnologia în Ungaria